# Superamas des Voiles
Le superamas des Voiles (en abrégé VSCL pour l'anglais Vela Supercluster) est un superamas de galaxies situé à 800 millions d'années-lumière de la Terre dans la constellation des Voiles. Il est situé dans la zone d'évitement, ce qui explique qu'il ne fût découvert qu'en 2016 bien qu'il couvre 25 × 20 degrés carrés sur le ciel.